# Damir Desnica
Damir Desnica est un footballeur croate et international yougoslave, né le 20 décembre 1956 à Obrovac. Sourd de naissance, il évolue au poste d'attaquant  du milieu des années 1970 au début des années 1990.

## Biographie
Damir Desnica est né sourd le 20 décembre 1956 à Obrovac en Croatie, alors en République de Yougoslavie.

## Carrière du club
Desnica a passé une grande partie de sa carrière au HNK Rijeka, apparaissant dans près de 300 matchs officiels. Son club a remporté deux coupes de Yougoslavie en 1978 et en 1979, a été éliminé en quart de finale de la Coupe d'Europe des vainqueurs de coupe en 1980 et a également été éliminé en deuxième tour en face de l'équipe Real madrid en Coupe UEFA en 1985 avec le score: 3-4. Lors du match retour contre le Real Madrid, Desnica, avec deux autres joueurs de son équipe, a reçu un carton rouge, entrainant la victoire du Real Madrid avec un score de 3-0.  
En 1985, il a signé pour le club belge KV Courtrai. Il est ensuite retourné dans son pays après cinq ans, puis a rejoint NK Pazinka. Il se retire du monde du football à 36 ans en 1993.

## Carrière internationale
Pendant l'éliminatoires du championnat d'Europe de football 1980, Damir est sélectionné une seule fois dans l'équipe nationale de Yougoslavie en jouant contre l’équipe de Roumanie le 25 octobre 1978. Son équipe a échoué avec le score 2-3 malgré son but et puis il est blessé. Son équipe gagne la deuxième place du groupe 3 derrière l'Espagne, provoquant ainsi l'élimination de la Yougoslavie.